# Maxim Suvorov
Maxim Suvorov est un homme d'État russe, éducateur, missionnaire et directeur de l'imprimerie du Saint-Synode de l'Église orthodoxe russe.
En 1725, il fut envoyé en Voïvodine à la demande du métropolite de Belgrade à Pierre le Grand, après que tout le territoire était déjà sous la domination du Saint Empire romain germanique. Avec une demande d'organisation d'une formation laïque et religieuse sur la nouvelle Écriture civile. De 1725 à 1736, avec ses associés (au nombre de neuf), il a organisé en Voïvodine tout un réseau scolaire pour l'éducation avec une nouvelle norme écrite appelée langue slavo-serbe post-factum. En 1736, il partit sous la pression des autorités autrichiennes, l'accusant d'être un espion russe. Cependant, son travail éducatif a donné un résultat durable et a établi une nouvelle sous-culture locale spécifique dans la région, qui a formé la base de la renaissance serbe et bulgare.
Le succès de la mission éducative dirigée par Maxim Suvorov prédétermine l'émergence de Matica srpska un siècle plus tard.